# Argyrotome extrema
Argyrotome extrema är en fjärilsart som beskrevs av Louis Beethoven Prout 1910. Argyrotome extrema ingår i släktet Argyrotome och familjen mätare. Inga underarter finns listade i Catalogue of Life.